# Vřesová
Vřesová (deutsch Doglasgrün) ist eine Gemeinde in Tschechien. Sie liegt fünf Kilometer nordwestlich von Chodov und gehört zum Okres Sokolov.

## Geographie

### Geographische Lage
Vřesová befindet sich am südlichen Fuße des Erzgebirges am Bach Chodovský potok im Falkenauer Becken. Im Süden liegt das Kraftwerk Vřesová. Nach Südwesten schließen sich ausgedehnte Tagebaulöcher des Braunkohlenbergbaus an. Der südlich des Kraftwerkes befindliche Stausee Vřesová dient der Brauchwasserversorgung und dem Hochwasserschutz.

### Gemeindegliederung
Für die Gemeinde Vřesová sind keine Ortsteile ausgewiesen.

### Nachbargemeinden
Nachbarorte sind Křemenitá und Tatrovice im Norden, Nové Chalupy im Nordosten, Nová Role und Božičany im Osten, Stará Chodovská im Südosten, Vintířov im Süden, Horní Rozmyšl im Westen sowie Mezihorská im Nordwesten.
Die umliegenden Ortschaften Dolní Rozmyšl (Deutschbundesort), Lipnice (Litmitz), Nová Chodovská (Braunsdorf) und Smolnice (Pechgrün) fielen dem Braunkohlenbergbau zum Opfer.

## Geschichte
Die erste urkundliche Erwähnung von Toklesgrun erfolgte im Jahre 1492. Nachfolgend wandelte sich der Name des Dorfes über Tocklasgrun und Dunkelsgrün zu Doglasgrün. Der Ortsname bot Anlass zur Legendenbildung; so entstand die Sage von einem schottischen Count Douglas, der angeblich das Dorf gegründet haben soll. 1525 war der Ort im Elbogener Urbar mit 12 Siedlerstellen sowie einer Mühle und Brettsäge angegeben und gehörte zu den Besitzungen der Grafen Schlick. Im 16. Jahrhundert kam Doglasgrün zusammen mit Litmitz, Deutschbundesort und Griesbach zu den Besitztümern der Stadt Elbogen. 
Nach der Schlacht am Weißen Berg wurde der Besitz der Elbogener Bürgerschaft 1622 durch Kaiser Ferdinand II. eingezogen. Die Hofkammer verkaufte 1623 das Gut Litmitz mit dem zugehörigen Doglasgrün an Marie Magdalena Hertel von Leitersdorf. Zum Ende des Dreißigjährigen Krieges wurde die Gegend zum Kriegsschauplatz. 1646 begann die Belagerung der Stadt und Burg Elbogen, die bis zum Kriegsende 1648 andauerte. Nach dem Kriege erwarb Johann Hartwig von Nostitz-Rieneck auf Falkenau zusammen mit den Litmitzer Gütern auch Teile von Doglasgrün. Der andere Teil des Dorfes gehörte zum Besitz von Markus Maximilian von Planckenheim auf Ober Chodau. Bis zur Aufhebung der Patrimonialherrschaften blieb das Dorf zweigeteilt. 
Ab 1850 bildete Doglasgrün eine Gemeinde im Bezirk Falkenau und ab 1921 im Bezirk Elbogen. 1930 hatte das Dorf 900 Einwohner, 1939 waren es 871. Nach dem Münchner Abkommen wurde die Gemeinde Doglasgrün ins Deutsche Reich eingegliedert und gehörte bis 1945 zum Landkreis Elbogen. Nach dem Ende des Zweiten Weltkrieges kam der Ort zur Tschechoslowakei zurück und es begann die Vertreibung der Deutschen. 1948 erfolgte die Umbenennung der Gemeinde in Vřesová; sie kam zum Okres Sokolov. 1950 begann der Abbau von Braunkohle. Im Jahre 1958 wurde der Ort aufgegeben und bis 1960 erfolgte der Abriss.
1969 entstand ein Gaswerk zur Kohlevergasung, das einer der größten Produzenten von Leuchtgas in der Tschechoslowakei wurde. Nördlich des Industriekomplexes wurden Wohnblöcke errichtet. Das zur Sokolovská uhelna a.s gehörende Gaswerk Vřesová war durch seine Emissionen Verursacher des bei bestimmten Wetterlagen im Vogtland (Oelsnitz, Klingenthal) sowie in Oberfranken auftretenden „Katzendreckgestankes“. Zwischen 2000 und 2002 wurde das Gaswerk zu einem Kraftwerk mit einer Leistung von 2 × 200 MW umgebaut. 2005 errichtete die Linde Technoplyn im Kraftwerk Vřesová die größte Luftzerlegungsanlage Tschechiens.

## Wappen
Beschreibung: Eine silberne Lilie im grünen Feld ist abgeteilt vom in Schwarz und Blau gespaltenen unteren Wappenteil.